# Polyesterharz
Polyesterharze sind Kondensationsprodukte aus zwei- oder mehrwertigen Alkoholen (z. B. Glycolen oder Glycerin) und Dicarbonsäuren. Im Gegensatz zu den chemisch verwandten Alkydharzen werden bei der Herstellung keine langkettigen Fettsäuren verwendet. Ungesättigte Polyesterharze (UP-Harze) werden zur Herstellung von faserverstärkten Kunststoffen, Spachtelmassen oder Gießharzen eingesetzt.

## Eigenschaften

### Physikalische Eigenschaften
Der ausgehärtete Kunststoff ist typischerweise klar, kann aber auch trübe bis undurchsichtig erscheinen. Die Härte hängt von der Zusammensetzung ab und ist daher in weiten Bereichen (von sehr weich bis hart) variabel. So erzielt man mit aromatischen Carbonsäuren und/oder drei- oder vierwertigen Alkoholen harte Produkte, aliphatische Carbonsäuren und/oder langkettige zweiwertige Alkohole ergeben weiche Polyester.

### Chemische Eigenschaften
Polyesterharze sind weitgehend resistent gegenüber schwachen Säuren und Basen sowie Benzin und Öl. Sie lösen sich allerdings in starken Säuren und Laugen sowie in Estern, Ketonen und chlorierten Kohlenwasserstoffen.
Insbesondere für ihren Einsatz als Lackbindemittel werden sie in organischen Lösemitteln gelöst und dienen als Trägersubstanz für die farbgebenden Pigmente.
Polyesterharze bilden lange, unverzweigte Polymere, welche jedoch auch vernetzt werden können. Hierzu werden im Molekül sogenannte funktionelle Gruppen eingebaut, die z. B. mit Isocyanatkomponenten vernetzen und aushärten.
Ungesättigte Polyesterharze enthalten Doppelbindungen, die mit Styrol oder anderen Reaktivverdünnern unter Zuhilfenahme von Peroxiden (z. B. Dicumylperoxid, Dibenzoylperoxid oder Methylethylketonperoxid) ausgehärtet werden.
Brennprobe: Polyesterharze verbrennen mit leuchtend gelber, rußender Flamme, wobei sie verkohlen. Außerhalb der Zündquelle brennen sie weiter. Bei der Verbrennung entstehen unangenehm riechende Zersetzungsprodukte (Achtung, gesundheitsschädlich!).

## Verarbeitung
- Pressen und Spritzgießen
- Laminat, z. B. mit Glasfasern (siehe auch Faser-Kunststoff-Verbund, Glasfaserverstärkter Kunststoff und Gelcoat)
- In einem Mischprozess mit Pigmenten und Hilfsstoffen zu Lacken für den Bootsbau oder Haushaltsgebrauch.

## Anwendung
Als Kunststoff werden sie unter anderem zur Herstellung von hitzebeständigen und elektroisolierten Griffen für Töpfe und Bügeleisen verwendet. Außerdem verwendet man Polyesterharze zur Herstellung von Apparategehäusen und als Isolationsmaterial, für Lacke sowie für die Plastination.
Einige Hersteller von Rotorblättern für Windkraftanlagen produzieren diese aus glasfaserverstärkten Polyestern.
Andere Anwendungen: Automobilteile, Kellerlichtschächte, Türverkleidungen (in Europa unüblich), Drainage-Rinnen, Küchenarbeitsplatten, Waschbecken, Auto-Reparaturspachtel, Rohre u. v. m.

## Herstellung
Polyesterharze werden in der Regel unter azeotroper Destillation bei hohen Temperaturen hergestellt. Durch die Veresterung von Alkoholen mit Carbonsäuren entsteht Wasser, welches mit Hilfe eines sog. Schleppmittels und einem Wasserabscheider aus der Mischung entfernt wird. Gemäß dem Gesetz von Le-Chatelier wird so das Gleichgewicht auf die Produktseite gebracht. Folgend eine Liste über Monomere für die Polyester-Synthese.

### Monomere mit Hydroxygruppen
- Ethylenglykol
- 1,4-Butandiol
- 1,6-Hexandiol
- Neopentylglykol
- Trimethylolpropan
- Pentaerythrit
- Dipentaerythrit
- Glycerin
- Propylenglykol
- Cyclohexandimethanol
- Diethylenglykol
- Trishydroxyethylisocyanurat
- 1,3-Methylpropandiol
- Ethoxyliertes Bisphenol-A

### Monomere mit Carboxygruppen
- Maleinsäureanhydrid
- Maleinsäure
- Pyromellithsäuredianhydrid
- Trimellithsäuranhydrid
- Phthalsäure
- Phthalsäureanhydrid
- Hexahydrophthalsäureanhydrid
- Tetrahydrophthalsäureanhydrid
- Terephthalsäure
- Isophthalsäure
- Adipinsäure
- Dimerfettsäure
- Bernsteinsäureanhydrid
- Azelainsäure